# Tubo de ensaio

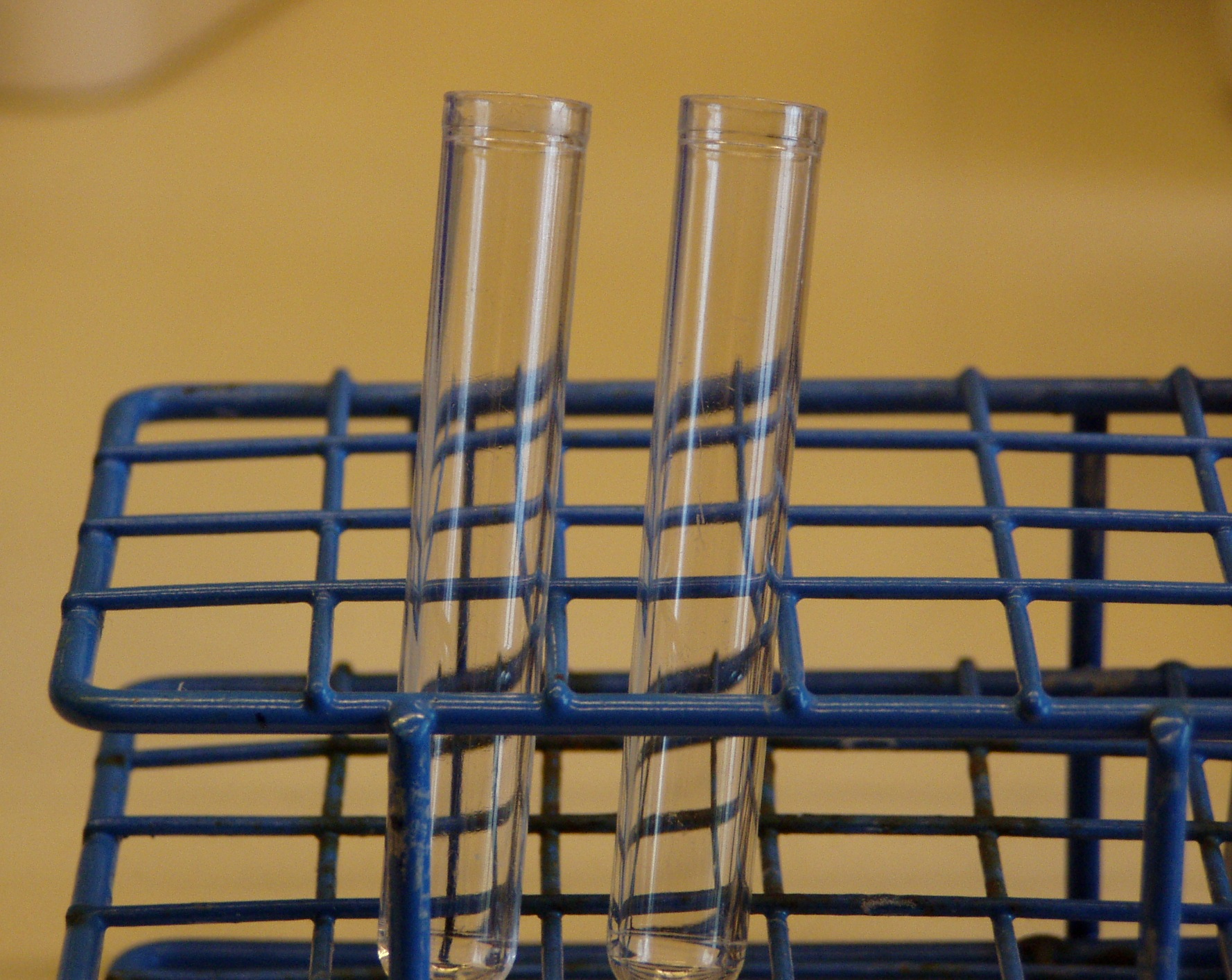
Tubos de ensaio

Tubo de ensaio é um recipiente usado para efetuar reações químicas de pequena escala com poucos reagentes de cada vez. 
Pode ser aquecido diretamente na chama do bico de Bunsen, por ser feito, normalmente, de vidro temperado.

## Definição
O tubo de ensaio, também conhecido como tubo de ensaio químico ou tubo de ensaio de vidro, é uma das peças mais comuns usadas no laboratório. Trata-se de um recipiente com forma cilíndrica, longo e estreito, normalmente de vidro ou plástico, aberto no topo e com a base em forma de calote esférica. Existem tubos de ensaio de diversos tamanhos, geralmente com 1 a 2 cm de diâmetro e 5 a 20 cm de altura. 
Tubos de ensaio são amplamente utilizados por químicos para manipular produtos químicos, especialmente em experimentos e ensaios qualitativos. Seu fundo esférico e laterais verticais reduzem a perda de massa durante o vazamento, facilitam a lavagem e permitem o monitoramento conveniente do conteúdo. O gargalo longo e estreito do tubo de ensaio retarda a dispersão dos gases para o ambiente.
Eles são recipientes práticos para aquecer pequenas quantidades de líquidos ou sólidos com um bico de Bunsen ou um queimador de álcool. O tubo é geralmente preso pelo gargalo com uma pinça ou pinça. Inclinando o tubo, o fundo pode ser aquecido a centenas de graus na chama, enquanto o gargalo permanece relativamente frio, possivelmente permitindo a condensação de vapores em suas paredes. Um tubo de ebulição é um tubo de ensaio grande projetado especificamente para ferver líquidos.
Um tubo de ensaio cheio de água e virado para dentro de um béquer cheio de água é frequentemente usado para capturar gases, por exemplo, em demonstrações de eletrólise. Já um tubo de ensaio com rolha é frequentemente usado para armazenamento temporário de amostras químicas ou biológicas.

## História
Os tubos de ensaio são originários do uso de vidraria laboratorial do início do século XIX. Químicos famosos como Jöns Jacob Berzelius e Michael Faraday aperfeiçoaram recipientes de vidro soprado, inicialmente cilíndricos, e os consolidaram como instrumentos padronizados nos laboratórios, por volta de 1810–1820. Por sua praticidade, rapidamente se difundiram nas instituições científicas da Europa.
Antes do século XIX, experimentos eram conduzidos em recipientes de metal, cerâmica ou até mesmo copos de vinho — todos menos ideais por não oferecerem transparência e reatividade química favoráveis. Em 1803, o químico prussiano Frederick Accum descreveu “tubos de ensaio” com suportes de madeira em seu A System of Theoretical and Practical Chemistry — uma das primeiras referências impressas na língua inglesa. Ao longo do século XIX, empresas como R. Griffin & Co., de Glasgow, comercializavam tubos graduados e robustos, conforme registros de anúncios de 1841 e espécimes de coleção, consolidando seu uso em laboratórios. 
O uso intenso de tubos nos laboratórios impulsionou a demanda por vidros mais resistentes. Em 1893, o químico alemão Otto Schott criou o vidro de borosilicato (“Duran”), capaz de resistir a choque térmico e reações químicas — transformando profundamente os utensílios laboratoriais. Pouco depois, em 1908, o vidro Pyrex, desenvolvido pela Corning nos EUA, popularizou ainda mais esses tubos resistentes. 

## Materiais
Os tubos de ensaio podem ser confeccionados a partir de diferentes materiais, dependendo do tipo de aplicação laboratorial. Os materiais mais comuns são:
O vidro borossilicato é o material mais tradicional e amplamente utilizado em laboratórios de química. Ele contém sílica (SiO₂) e óxido de boro (B₂O₃), o que lhe confere alta resistência térmica e química.
Características:
- Suporta temperaturas superiores a 500 °C;
- Possui baixo coeficiente de dilatação térmica (≈ 3,3 × 10⁻⁶/K), o que evita que quebre com mudanças bruscas de temperatura;
- Não reage com a maioria dos ácidos, álcalis ou solventes orgânicos.

Marcas comerciais conhecidas incluem Pyrex® (Corning, EUA) e Duran® (Schott, Alemanha).
Além dele, o vidro de soda-cal (sódico-cálcico) também é utilizado.
É um vidro mais barato, comum em tubos de ensaio descartáveis ou de uso geral. Contém óxidos de sódio (Na₂O) e cálcio (CaO).
Características:
- Baixa resistência térmica (não deve ser aquecido diretamente);
- Menor custo;
- Ideal para análises em temperatura ambiente ou de curta duração.

É geralmente utilizado em laboratórios escolares ou em testes simples de microbiologia e bioquímica.
Outra alternativa, são os tubos de Plástico (Polímeros).
Tubos de ensaio plásticos são comuns em laboratórios de biologia molecular, microbiologia e análises clínicas. Podem ser feitos de:

##### ▸ Polipropileno (PP)
- Resistente a temperaturas até 120 °C (pode ser autoclavado);
- Alta resistência química;
- Ideal para armazenamento de amostras e centrifugação leve.

##### ▸ Poliestireno (PS)
- Transparente e rígido;
- Sensível ao calor (não pode ser autoclavado);
- Usado em análises descartáveis, como ensaios imunológicos.

##### ▸ Policarbonato (PC)
- Alta resistência mecânica e clareza ótica;
- Mais caro, usado em aplicações específicas como tubos de centrífuga de alta velocidade.

Alguns tubos de ensaio recebem revestimentos internos ou tratamentos químicos para aplicações especiais:
- Siliconização: reduz a aderência de proteínas em testes bioquímicos;
- Tratamento pirogênico: remove endotoxinas bacterianas, usado em laboratórios de cultura celular;
- Revestimento com anticoagulantes: comum em tubos de ensaio de coleta de sangue para análises clínicas (ex: EDTA, heparina).

## Usos

### Biociências
Tubos de cultura são tubos de ensaio utilizados em biologia e ciências afins para o manuseio e cultivo de todos os tipos de organismos vivos, como fungos, bactérias, mudas, estacas de plantas, etc. Alguns suportes para tubos de cultura são projetados para manter os tubos em uma posição quase horizontal, de modo a maximizar a superfície do meio de cultura em seu interior.
Tubos de cultura para biologia são geralmente feitos de plástico transparente (como poliestireno ou polipropileno) por moldagem por injeção e frequentemente são descartados após o uso. Tubos de ensaio de plástico com tampa de rosca são frequentemente chamados de "tubos Falcon", em homenagem a uma linha fabricada pela Becton Dickinson.
Algumas fontes consideram que a presença de uma borda é o que distingue um tubo de ensaio de um tubo de cultura.

### Medicina clínica
Na medicina clínica, tubos de ensaio estéreis com ar removido, chamados vacutainers, são usados para coletar e armazenar amostras de fluidos fisiológicos, como sangue, urina, pus e líquido sinovial. Esses tubos são comumente selados com uma rolha de borracha e frequentemente possuem um aditivo específico colocado no tubo, com a cor da rolha indicando o aditivo. Por exemplo, um tubo com tampa azul é um tubo de ensaio de 5 ml contendo citrato de sódio como anticoagulante, usado para coletar sangue para testes de coagulação e glicose-6-fosfato desidrogenase. Pequenos frascos usados na medicina podem ter uma tampa de encaixe (também chamada de tampa articulada) moldada como parte do frasco.
Vacutainer é a marca registrada de um sistema de coleta a vácuo de sangue, introduzido pela empresa Becton, Dickinson and Company (BD) na década de 1940. Trata-se de um tipo de tubo de ensaio estéril, selado a vácuo, que permite a coleta direta de sangue por venopunção, dispensando a necessidade de transferência manual do fluido. Cada vacutainer possui uma tampa colorida que indica o tipo de aditivo presente no interior do tubo, como anticoagulantes ou conservantes, sendo amplamente utilizado em laboratórios de análises clínicas e hospitais para exames hematológicos, bioquímicos e microbiológicos.
O sistema é composto por três partes principais:
- Tubo de coleta (geralmente de plástico ou vidro): pré-esterilizado e com volume interno definido;
- Rolha de borracha perfurável: selada por tampa colorida;
- Agulha dupla: uma ponta acessa a veia do paciente; a outra, inserida no tubo, rompe a vedação e permite que o vácuo aspire o sangue.

Os vacutainers utilizam códigos padronizados para indicar seu aditivo:
- Azul-claro: citrato de sódio 3,2 %, usado para testes de coagulação (razão sangue:anticoagulante de 9:1; tubos devem ser cheios completamente) mlabs.umich.edu+7pathology.vcu.edu+7flabslis.com+7.
- Vermelho: sem aditivos, usado para obtenção de soro.
- Verde: heparina (sódica ou lítio), para testes de química clínica rápida.
- Lavanda: EDTA, para hematologia (ex.: hemograma).
- Cinza: fluoreto de sódio + oxalato de potássio, para testagem de glicemia e lactato .

Essas cores são amplamente descritas em protocolos laboratoriais internacionais, como o Standard Order of Draw e publicações da CLSI .
Para evitar contaminações cruzadas entre aditivos, os vacutainers devem ser utilizados em uma ordem de coleta padronizada, conhecida como order of draw. Essa ordem é reconhecida por organizações como a Clinical and Laboratory Standards Institute (CLSI) e é a seguinte:
1. Tubos de cultura (se aplicável)
2. Tubo azul-claro (citrato)
3. Tubos com ativador de coágulo (vermelho/amarelo)
4. Tubo verde (heparina)
5. Tubo lavanda (EDTA)
6. Tubo cinza (fluoreto)

O uso do vacutainer proporciona:
- Segurança: evita exposição ao sangue e risco de contaminação;
- Precisão: volumes padronizados garantem resultados laboratoriais mais confiáveis;
- Rapidez: acelera a coleta e o transporte de amostras;
- Compatibilidade: integra-se com sistemas automatizados de análise laboratorial.

O sistema vacutainer também é usado para coleta de outros fluidos corporais, como urina, líquido sinovial, líquor e pus, desde que em condições estéreis e apropriadas.
Tubos de ensaio às vezes são usados para usos casuais fora do ambiente de laboratório, por exemplo, como vasos de flores, recipientes de vidro para certos tipos de formigas fracas ou recipientes para temperos. Eles também podem ser usados para criar formigas rainhas durante os primeiros meses de desenvolvimento.

## Variações

### Tubo de ebulição
Um tubo de ebulição é um pequeno recipiente cilíndrico usado para aquecer fortemente substâncias na chama de um bico de Bunsen. Um tubo de ebulição é essencialmente um tubo de ensaio em escala maior, sendo cerca de 50% maior. Eles são projetados para serem largos o suficiente para permitir que as substâncias fervam violentamente, ao contrário de um tubo de ensaio, que é muito estreito; um líquido em ebulição pode explodir para fora da extremidade dos tubos de ensaio quando aquecidos, pois não há espaço para bolhas de gás escaparem independentemente do líquido circundante. Esse fenômeno é chamado de "bumping".

### Tubo de ignição
Um tubo de ignição é usado de forma muito semelhante a um tubo de ebulição, exceto por não ser tão grande e ter paredes tão espessas. É usado principalmente para armazenar pequenas quantidades de substâncias que estão sendo aquecidas diretamente por um bico de Bunsen ou outra fonte de calor. Este tipo de tubo é usado no teste de fusão de sódio. Os tubos de ignição costumam ser difíceis de limpar devido ao seu pequeno diâmetro. Quando usados para aquecer substâncias fortemente, um pouco de carvão pode aderir às paredes. Geralmente, são descartáveis.